# 米哈伊尔·谢苗诺夫
米哈伊尔·谢苗诺夫（1984年7月30日—），生于明斯克，白俄罗斯男子摔跤运动员，主攻古典式摔跤。曾参加2008年夏季奥林匹克运动会，最终在男子古典式66公斤级项目上收获一枚铜牌。